# Silvester (aartsbisschop)

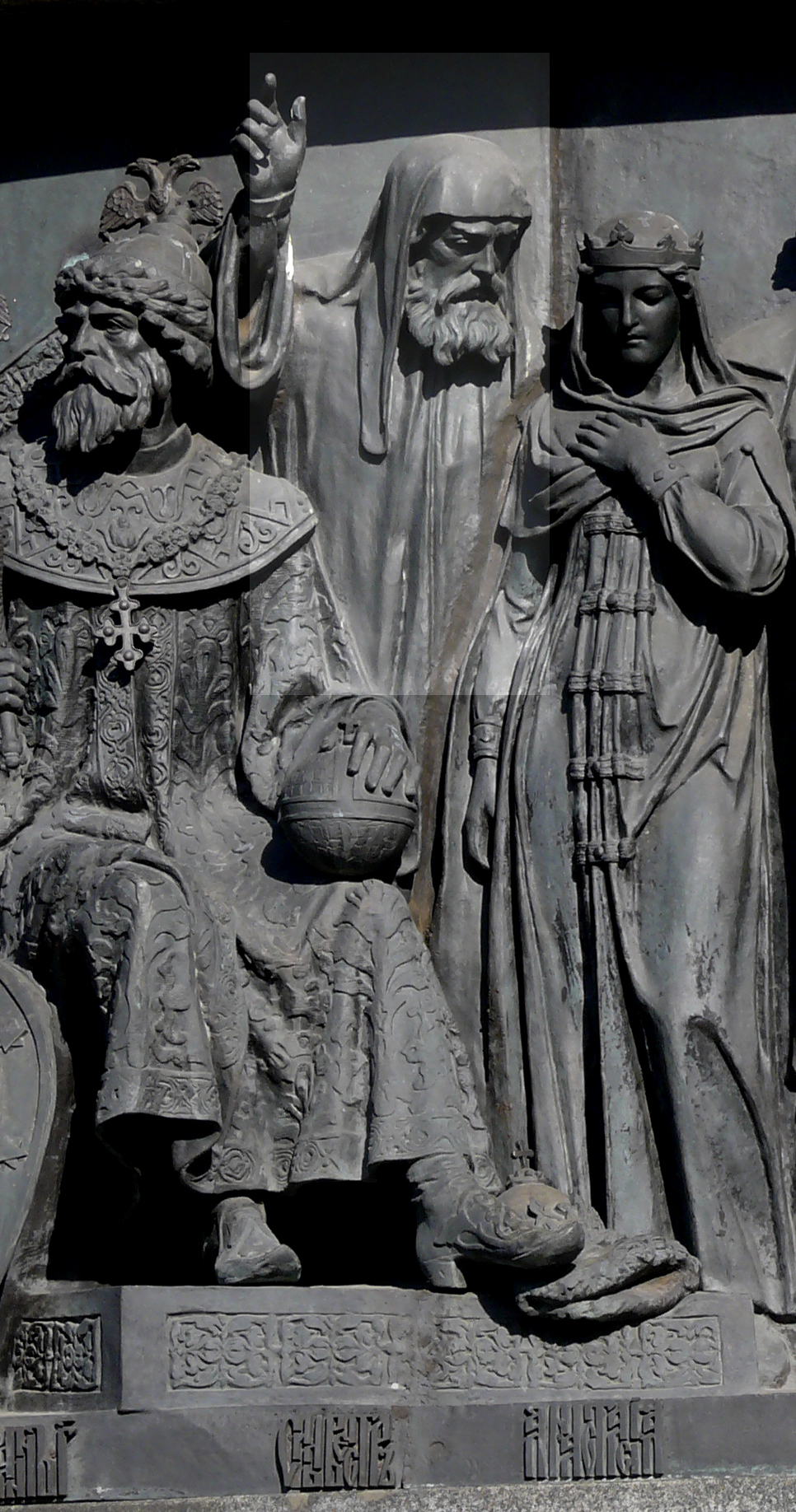
Priester Silvester

Aartspriester Sylvester (Russisch: протопоп Сильвестр, Protopop Silwestr) (overleden ongeveer 1566) was een Russisch-orthodox geestelijke en schrijver met politieke bezigheden. 
Hij startte zijn religieuze carrière in Novgorod, daarna werd hij priester in de Annunciatiekathedraal (Russisch: Благовещенский собор, Blagovesjtsjenskij sobor) van het Moskouse kremlin, waar hij ook in contact kwam met metropoliet Makarij. Tijdens de Moskouse brand en opstand in 1547, deed hij bekritiserende uitspraken over de jonge Ivan de Verschrikkelijke, maar die werden niet als kritiek geïnterpreteerd, waardoor Sylvester dichter bij de tsaar kwam te staan. Samen met A.F. Adasjev werd hij lid van de Eliteraad. Vanaf 1553 verloor de tsaar zijn interesse voor Sylvester en in 1560 verwijderde hij hem van het hof, waarna hij als monnik ingekleed werd in het Kirilo-Belozerskijklooster. De rest van zijn leven bracht hij door in noordelijke kloosters .
- International Standard Name Identifier: 0000 0004 4891 0097
- Library of Congress Control Number: n88201349
- Nederlandse Thesaurus van Auteursnamen: 13327277X
- Virtual International Authority File: 287272353
- WorldCat: E39PBJgHf4rqkjVXrxbThM3hHC